# Charles Comte
Charles Comte (1892 – Ginevra, 28 dicembre 1951) è stato un calciatore, allenatore di calcio e giornalista svizzero, conosciuto come Comte I per distinguerlo dal fratello, giocatore del FC Genève nello stesso periodo.

## Carriera

### Calciatore

#### Club
Cresciuto calcisticamente in Svizzera, giocò con il Servette nella Serie A 1910-1911 dove vinse il Girone Ovest ma, ottenne solo l'ultimo posto nel gironcino finale.
Si trasferì al Genoa, in Italia nella stagione 1911-1912, dove in sole 3 presenze segnò ben 5 reti.
L'esordio in rossoblu avvenne alla prima giornata di campionato, il 15 ottobre 1911, nella vittoria in trasferta per cinque ad uno contro la Juventus dove mise a segno una doppietta.
Con il Grifone si piazzò al terzo posto della classifica del Torneo Maggiore.
L'anno successivo, dopo aver partecipato alle amichevoli estive con la maglia del Grifone, passò dapprima al Savona ed a dicembre alla Juventus.
Alla Juventus segna una sola rete, nel derby perso per otto a sei contro il Torino del 9 febbraio 1913 e, ottenendo con il club bianconero l'ultimo posto del girone piemontese del campionato 1912-1913.
Terminata l'esperienza italiana tornò nel luglio 1914 al Servette, club con il quale conquistò la nazionale Svizzera e si piazzò al secondo posto della Serie A 1914-1915, perdendo la finale contro il Brühl St. Gallen.
A Ginevra rimase sino al giugno del 1915.
Nel 1919 passò al Fc Genève dove giunse al quinto posto del Girone Ovest della Serie A 1919-1920.

#### Nazionale
Comte vanta anche una presenza nella nazionale Svizzera. Giocò l'incontro amichevole che gli elvetici disputarono il 31 gennaio 1915 a Torino contro l'Italia. Il match terminò tre ad uno per gli azzurri.

### Allenatore
Nella stagione 1932-33 allenò i francesi dell'Hyères Football Club, retrocedendo nella divisione regionale.

### Giornalista
Negli anni a Ginevra, collaborò con il quotidiano genovese Il Secolo XIX come corrispondente dalla Svizzera.

## Statistiche

### Cronologia presenze e reti in Nazionale
| Cronologia completa delle presenze e delle reti in nazionale ― Svizzera | Cronologia completa delle presenze e delle reti in nazionale ― Svizzera | Cronologia completa delle presenze e delle reti in nazionale ― Svizzera | Cronologia completa delle presenze e delle reti in nazionale ― Svizzera | Cronologia completa delle presenze e delle reti in nazionale ― Svizzera | Cronologia completa delle presenze e delle reti in nazionale ― Svizzera | Cronologia completa delle presenze e delle reti in nazionale ― Svizzera | Cronologia completa delle presenze e delle reti in nazionale ― Svizzera |
| Data                                                                    | Città                                                                   | In casa                                                                 | Risultato                                                               | Ospiti                                                                  | Competizione                                                            | Reti                                                                    | Note                                                                    |
| ----------------------------------------------------------------------- | ----------------------------------------------------------------------- | ----------------------------------------------------------------------- | ----------------------------------------------------------------------- | ----------------------------------------------------------------------- | ----------------------------------------------------------------------- | ----------------------------------------------------------------------- | ----------------------------------------------------------------------- |
| 31-1-1915                                                               | Torino                                                                  | Italia                                                                  | 3 – 1                                                                   | Svizzera                                                                | Amichevole                                                              | -                                                                       |                                                                         |
| Totale                                                                  |                                                                         | Presenze                                                                | 1                                                                       |                                                                         | Reti                                                                    | 0                                                                       |                                                                         |